# Morne Césaire
Morne Césaire är ett berg i Martinique.  Det ligger i den centrala delen av Martinique, 7 km norr om huvudstaden Fort-de-France. Toppen på Morne Césaire är 603 meter över havet